# 穗禾苑巴士總站
穗禾苑巴士總站（英文：Sui Wo Court Bus Terminus）是香港一個坑狀露天車站，位於新界沙田區火炭穗禾苑商場外。
穗禾苑和沙田渣甸山花園一帶的居民需依靠公共交通工具往返其他區域，因此居民對80M線和81K線有龐大需求，但穗禾苑近豐年閣通道狹窄，一直只能使用短車身（10.6米或以下）的巴士行走。但本總站的用車限制由2017年11月開始解除，所有巴士線均可使用長車身（11米或以上）巴士以增加載客量及疏導人流。

## 總站路線資料（巴士）

### 九龍巴士81K線
- 新田圍 ↔ 穗禾苑
- 穗禾苑 → 新田圍 (特別班次)

1983年8月22日投入服務，行走新田圍及穗禾苑之間。

### 九龍巴士88X線
- 火炭（穗禾苑） ↔ 藍田（平田）

2014年8月4日起投入服務，當時循環來往沙田站及平田。此線於2017年1月23日遷往火炭站，並加經火炭工業區及源禾路（瀝源邨及禾輋邨一帶），為瀝源邨及禾輋邨一帶居民、火炭居民、及來往火炭工業區、沙田市中心上下班的通勤乘客提供一條來往東九龍的直達路線，並更改服務時間為06:45-22:15。2021年9月26日繞經油塘及碧雲道，不經啟田道，並改為雙向運作。

### 九龍巴士280X線
- 火炭（穗禾苑） ↔ 尖沙咀東（麼地道）

於2015年1月24日投入服務，取代原有280P線，途經火炭工業區、源禾路（禾輋邨／瀝源邨）、沙田市中心、青沙公路（尖山隧道及沙田嶺隧道）、連翔道、油麻地（只限回程）、港鐵九龍站（只限去程）、佐敦（只限回程）及尖沙咀。

## 總站路線資料（專線小巴）

### 新界區專線小巴811線
- 穗禾苑 ↔ 愉翠苑

### 新界區專線小巴811S線
- 穗禾苑 ↔ 耀安

## 途經路線資料（專線小巴）

### 新界區專線小巴811A線
- 華翠園 ↔ 碧濤花園／碩門邨

## 總站路線資料（居民巴士）

### 香港巴士NR69線
- 穗禾苑 → 中環

## 車坑分佈
| 車坑分佈（以入口最左邊起計） | 車坑分佈（以入口最左邊起計） | 車坑分佈（以入口最左邊起計） |
| 車坑編號                     | 車坑數目                     | 路線                         |
| ---------------------------- | ---------------------------- | ---------------------------- |
| 1                            | 單坑                         | 九巴88X、280X線              |
| 2                            | 雙坑                         | 九巴81K線                    |
| 外邊                         | 近商場                       | 小巴811、811A、811K、811S線  |

## 外部連結
- 九巴 （页面存档备份，存于）